# 分枝鎖アミノ酸

ロイシン

イソロイシン

バリン

分枝鎖アミノ酸または分岐鎖アミノ酸(branched-chain amino acids、BCAA)とは、分枝（任意の炭素原子に2以上の別の炭素原子が結合）のある脂肪族側鎖を有するアミノ酸である。タンパク質を構成するアミノ酸では、ロイシン、イソロイシンおよびバリンの3種の分枝鎖アミノ酸がある。

## 概要
先述の3種の分枝鎖アミノ酸はヒトでは必須アミノ酸であり、筋タンパク質中の必須アミノ酸の35%を占め、哺乳類にとって必要とされるアミノ酸の40%を占める。分枝鎖アミノ酸は臨床では、火傷の治療や、肝性脳症の治療に用いられている。

## サプリメント
運動後の筋損傷を抑制し、筋疲労や筋肉痛を軽減する効果があるとされており、サプリメントとして販売されている。

## 代謝
分枝鎖アミノ酸の分解には分枝鎖α-ケト酸デヒドロゲナーゼ複合体(BCKDH)が関与している。この複合体が欠損すると、分枝鎖アミノ酸およびその毒性副産物が血液や尿に蓄積し、メープルシロップ尿症が発症する。関与する酵素は分枝鎖アミノトランスフェラーゼと3-メチル-2-オキソブタン酸デヒドロゲナーゼ (2-メチルプロパノイル基転移)である。BCKDH複合体によって分枝鎖アミノ酸はアシルCoA誘導体に変換され、これは続いてアセチルCoAもしくはスクシニルCoAとなり、最終的にクエン酸回路に組み込まれる。

## 膵臓癌との関連
血液中分岐鎖アミノ酸濃度が高いほど膵臓がんの罹患リスク上昇と関連しているとの報告がある。